# Jachimowszczyzna (obwód grodzieński)
Jachimowszczyzna (biał. Яхімаўшчына; ros. Яхимовщина) − wieś na Białorusi, w obwodzie grodzieńskim, w rejonie iwiejskim, w sielsowiecie Ejgirdy.

## Historia
W czasach zaborów folwark i wieś w gminie Holszany, w powiecie oszmiańskim, w guberni wileńskiej Imperium Rosyjskiego. W 1866 roku wieś w 8 domach zamieszkiwało 51 osób, folwark miał 34 mieszkańców, należał do Popławskiej. W 1905 roku zaścianek liczył 21 mieszkańców, 60 dziesięcin, własność Karczewskiego.
W latach 1921–1945 zaścianek leżał w Polsce, w województwie wileńskim, w powiecie oszmiańskim, w gminie Holszany.
W 1931 w 3 domach zamieszkiwały 22 osoby.
Wierni należeli do parafii rzymskokatolickiej w Bohdanowie. Miejscowość podlegała pod Sąd Grodzki w Holszanach i Okręgowy w Wilnie; właściwy urząd pocztowy mieścił się w Bohdanowie.